# Raymond Julien
Pour les articles homonymes, voir Julien.
Raymond-Georges Julien, né le 12 septembre 1913 à Angers et mort le 24 avril 2016 à Pessac, est un médecin et homme politique français.

## Biographie
Raymond-Georges Julien est conseiller municipal de l'opposition Mouvement des radicaux de gauche (MRG) à Bordeaux sous Jacques Chaban-Delmas.
Il est président de la fédération départementale du Mouvement des radicaux de gauche (Bordeaux), vice-président de la Commission des Affaires Etrangères et membre de L'assemblée de l'Atlantique-Nord.
Il est conseiller général du canton de Blanquefort de 1976 à 1982.
Il est député de la Gironde (5e circonscription) du 3 avril 1978 au 22 mai 1981 et du 2 juillet 1981 (réélu) au 14 mars 1986 (démission ; siège vacant jusqu'à la fin du mandat le 1er avril 1986)
Il meurt le 24 avril 2016 à Pessac, à l'âge de 102 ans.